# 石田京子
石田京子（日语：／ Ishida Kyouko，现姓“野口”，1960年7月12日—）是一名日本前排球运动员。她在1984年夏季奥林匹克运动会中，参加了女子排球比赛并获得铜牌。她也参加了1982年亚洲运动会，获得一枚银牌。